# Coupe du Maroc de football 2014
 (janvier 2015).
Navigation
Coupe du Maroc 2013 Coupe du Maroc 2015
La Coupe du Trône 2014 est la 58e édition de la Coupe du Trône de football.
Le tenant du titre est le Difaâ d'El Jadida.
Le vainqueur de cette compétition sera qualifié pour le tour préliminaire de la Coupe de la confédération africaine 2015.

## Seizièmes de finale
Les matchs aller se jouent les 27 et 28 août 2014 alors que les matchs retour se jouent les 30 et 31 août 2014.
| Match | Équipe 1                          | Résultat | Équipe 2                     | Aller | Retour |
| ----- | --------------------------------- | -------- | ---------------------------- | ----- | ------ |
| 1     | Wydad de Casablanca               | 8 - 2    | CRS El Jadida                | 2 - 2 | 6 - 0  |
| 2     | Wifaq Bouznika                    | 0 - 5    | Ittihad Khémisset            | 0 - 2 | 0 - 3  |
| 3     | Union Aït Melloul                 | 0 - 3    | Kawkab de Marrakech          | 0 - 1 | 0 - 2  |
| 4     | IR Tanger                         | 0 - 0E   | Renaissance de Berkane       | 1 - 1 | 0 - 0  |
| 5     | Jeunesse sportive de Kasbat Tadla | 1 - 0    | Jeunesse sportive El Massira | 0 - 0 | 1 - 0  |
| 6     | Club Rajae Souani de Tanger       | 0 - 6    | Chabab Rif Hoceima           | 0 - 5 | 0 - 1  |
| 7     | Maghreb de Fès                    | 3 - 1    | AS Salé                      | 2 - 0 | 1 - 1  |
| 8     | FUS de Rabat                      | 3 - 2    | Moghreb de Tétouan           | 1 - 1 | 2 - 1  |
| 9     | Wydad de Fès                      | 2 - 3    | US Témara                    | 0 - 0 | 2 - 3  |
| 10    | Fath de Nador                     | 1 - 3    | Kénitra Athlétic Club        | 1 - 1 | 0 - 2  |
| 11    | Assa                              | 2 - 4    | Youssoufia Berrechid         | 1 - 2 | 1 - 2  |
| 12    | Hassania d'Agadir                 | 0 - 2    | Difaâ d'El Jadida            | 0 - 1 | 0 - 1  |
| 13    | Olympique de Khouribga            | 1 - 3    | FAR de Rabat                 | 0 - 0 | 1 - 3  |
| 14    | Union Sportive de Taounate        | 1E - 1   | MC Oujda                     | 0 - 0 | 1 - 1  |
| 15    | Olympique de Safi                 | 2 - 1    | Racing de Casablanca         | 0 - 0 | 2 - 1  |
| 16    | Raja Casablanca                   | 7 - 0    | Rachad Bernoussi             | 5 - 0 | 2 - 0  |

## Phases finales

### Huitièmes de finale
| Match | Équipe 1                           | Résultat | Équipe 2               | Aller | Retour |
| ----- | ---------------------------------- | -------- | ---------------------- | ----- | ------ |
| 1     | Kénitra Athlétic Club              | 1 - 4    | Chabab Rif Hoceima     | 0 - 2 | 1 - 2  |
| 2     | Kawkab de Marrakech                | 3 - 1    | Ittihad Khémisset      | 1 - 0 | 2 - 1  |
| 3     | Wydad de Casablanca                | 1 - 2    | Maghreb de Fès         | 0 - 1 | 1 - 1  |
| 4     | Club Athletic Youssoufia Berrechid | 2 - 3    | FUS de Rabat           | 0 - 0 | 2 - 3  |
| 5     | Union Sportive de Taounate         | 1 - 5    | Difaâ d'El Jadida      | 1 - 1 | 0 - 4  |
| 6     | Jeunesse sportive de Kasbat Tadla  | 1 - 6    | Renaissance de Berkane | 1 - 3 | 0 - 3  |
| 7     | Olympique de Safi                  | 3 - 1    | Union sportive Témara  | 2 - 0 | 1 - 1  |
| 8     | Raja Casablanca                    | 2 - 4    | FAR de Rabat           | 0 - 1 | 2 - 3  |

### Quarts de finale
| Match | Équipe 1               | Résultat | Équipe 2            | Aller | Retour |
| ----- | ---------------------- | -------- | ------------------- | ----- | ------ |
| 1     | FUS de Rabat           | 1 - 0    | Olympique de Safi   | 1 - 0 | 0 - 0  |
| 2     | FAR de Rabat           | 2 - 2E   | Maghreb de Fès      | 2 - 1 | 0 - 1  |
| 3     | Renaissance de Berkane | 5 - 3    | Chabab Rif Hoceima  | 4 - 2 | 1 - 1  |
| 4     | Difaâ d'El Jadida      | 2E - 2   | Kawkab de Marrakech | 1 - 0 | 1 - 2  |

### Demi-finales
| Club                   | Aller  | Total | Retour | Club           |
| ---------------------- | ------ | ----- | ------ | -------------- |
| Renaissance de Berkane | 2 - 0  | 2- 0  | 0 - 0  | Maghreb de Fes |
| Difaâ d'El Jadida      | 3 - 3E | 2 - 2 | 1 - 1  | FUS de Rabat   |

### Finale
| Entraîneur :   |
| Walid Regragui |

| Entraîneur :     |
| Abderrahim Taleb |

| Entraîneur :   |
| Walid Regragui |

| Entraîneur :     |
| Abderrahim Taleb |

## Vainqueur
| Vainqueur Coupe du Trône 2014 FUS de Rabat 6e titre |